# Новый путь (Тамбовская область)
Но́вый путь — посёлок в Петровском районе Тамбовской области России. Входит в состав Волчковского сельсовета.

## История
Посёлок основан в 1927 году. Жители занимаются земледелием, сельским хозяйством. Организован СПК «Дружба».

## Население
| 2010 |
| ---- |
| 9    |

## Улицы
В посёлке имеется одна улица — Новая.